# Duberman
Duberman – polski zespół grający muzykę roots reggae, powstały w 2002 w Krakowie. W sierpniu 2006, podczas Ostróda Reggae Festiwal, miała miejsce premiera debiutanckiej płyty zespołu Duberman – King Of The Day, wydana nakładem niezależnego wydawnictwa Karrot Kommando.

## Skład zespołu
- Małgorzata Auron (wokal)
- Magda Jakubczyk (wokal)
- Piotr Maślanka (wokal)
- Marek Piotrowicz (perkusja)
- Bhakti (bas)
- Sławek Spędzia (instr. perkusyjne)
- Rafał Laskowicz (gitara solowa)
- Jacek Strączek (gitara) (wcześniej Mario Tolo)
- Dr. Emzk (klawisze)
- Kuba1200 (dubmaster)

## Dyskografia
Albumy
- King Of The Day (CD, 2006, Karrot Kommando)
- Duberman is back[1] (CD, 2014, Karrot Kommando)

Inne
- Utwór Babylon Zion na składance Far Away From Jamaica (2006, W Moich Oczach)